# اریک ورم
اریک ورم (دانمارکی: Erik Worm؛ زاده ۲۶ آوریل ۱۹۰۰ - درگذشته ۱۷ اکتبر ۱۹۶۲) یک تنیس‌باز اهل دانمارک بود.